# Adoni-Bezek
Adoni-Bezek, (hébreu : אֲדֹנִי־בֶּזֶק 'Ăḏōnî-Ḇezeq, « seigneur de Bezek »), également écrit Adoni-bézec ou Adoni Bézek, était un roi cananéen mentionné dans le Livre des Juges (« Juges 1:4-7 »). Avant l'occupation de Canaan par les Israélites, il avait soumis soixante-dix rois des villes autour de lui. Les tribus de Juda et de Siméon attaquèrent les Cananéens et les Perizzites à Bezek et les vainquirent.
La réalité historique des événements décrits dans le livre des Juges fait l'objet d'un débat continu entre les érudits, dont les opinions varient sur la part historique du livre.

## Bézek
Certains érudits suggèrent que Bezek était près de Gezer. D'autres suggèrent que le lieu doit être identifié avec Khirbet Ibziq ou Khirbet Salhab, localité voisine, tandis que d'autres pensent que « Bezek » est une corruption de « Zedek », en référence à l'histoire d'Adonisédec. Bezek apparaît à nouveau dans « 1 Samuel 11:8 » comme le site où Saül rassembla les armées israélites pour combattre Nahash l'Ammonite.

## Mutilation
Adoni-Bezek, selon Juges, avait enlevé les gros orteils et les pouces des rois qu'il avait soumis pour les rendre inoffensifs en tant que guerriers, probablement afin qu'ils ne puissent plus manier les armes ou courir. Après la mort de Josué, les tribus de Juda et de Siméon poursuivirent la conquête israélite de Canaan en menant une armée contre ce roi cananéen. Utilisant la loi biblique du « œil pour œil », ils firent de même avec Adoni-Bezek avant de l'envoyer à Jérusalem comme esclave. Adoni-Bezek aurait déclaré : "Soixante-dix rois, ayant les pouces des mains et des pieds coupés, ramassaient sous ma table ; Dieu me rend ce que j'ai fait". Selon le Commentaire d'Elicott pour les lecteurs anglais, « La coupure de ses pouces l'empêcherait de tirer à nouveau un arc ou de manier une épée. Les Romains qui souhaitaient échapper à la conscription se coupaient les pouces ».

## La vie plus tard
Selon le Livre des Juges, il a avoué que Dieu l'avait revanché pour sa cruauté envers les soixante-dix rois qu'il avait soumis. Par ailleurs, on ne sait rien de sa vie après sa mutilation, si ce n'est qu'il fût envoyé à Jérusalem avant d'y mourir.

## Comparaison avec Adonisédec
Selon Richard James Coggins, il s'agit probablement de la même personne qu'Adonisédec, mentionné dans Josué 10, qui a prospéré vers 1800-1200 av. J.-C.. Alors que certains chercheurs pensent que l'histoire d'Adoni-Bezek est une variation de l'histoire d'Adonisédec, James Martin soutient que les histoires sont « si différentes » que le récit d'Adoni-Bezek n'est probablement pas « simplement une variante » de celui d'Adonisédec. Selon Josué 10, Adonisédec a été capturé après s'être réfugié avec quatre autres dirigeants dans une grotte et mis à mort au cours de la campagne de Josué en Canaan. Adoni-bezek, en revanche, fût capturé, lors d'une campagne qui suivit la mort de Josué, dans sa ville.
Son nom est absent de la liste des trente et un rois de villes dans Josué 12:9-24, bien qu'il ait soumis soixante-dix autres rois dans le récit de Juges. Il a été avancé que ce dernier chiffre n'est peut-être pas vrai au sens littéral : le Temple Dictionary of the Bible (1910) a déclaré : « Ceci [70] est un nombre rond, signifiant « beaucoup » ».